# Głębokość operacyjna
Głębokość operacyjna - odległość od linii styczności z przeciwnikiem do tylnej linii rozgraniczenia frontu (grupy armii) mierzona w kilometrach.